# 장성 백양사 극락보전
장성 백양사 극락보전(長城 白羊寺 極樂寶殿)은 전라남도 장성군 북하면 약수리, 백양사에 있는 건축물이다. 1972년 8월 7일 전라남도의 유형문화재 제32호로 지정되었다.

## 개요
백양사는 백제 무왕 33년(632) 여환이 세웠다고 하는데, 시대를 거치면서 여러 차례 고쳐 지었다. 지금의 절은 1917년 송만암이 고쳐 세운 것이다.
극락보전은 조선 선조 7년(1574)에 한응선사가 지었다는 기록이 있으나 확실히 알 수는 없다. 다만 『조선사찰사료』를 보면 건물을 지을 때 조선 중종(재위 1506∼1544)의 비인 문정왕후가 참여했음을 알 수 있다.
앞면 3칸·옆면 4칸 규모로, 지붕 옆면이 사람 인(人)자 모양인 맞배지붕집이다. 지붕을 받치면서 장식을 겸하는 공포는 기둥 위와 기둥 사이에도 있는 다포양식이다. 건물 내부에는 담담한 기법으로 처리한 단색벽화가 있다.
백양사 극락보전은 경내에서 가장 오래된 건물로, 맞배지붕을 가진 건물에서 잘 사용하지 않는 다포양식으로 절충해 지은 점이 특이하다.

## 같이 보기
- 문정왕후

## 참고 자료
- 백양사극락보전 - 국가유산청 국가유산포털